# 15594 Castillo
15594 Castillo este un asteroid din centura principală de asteroizi.

## Descriere
15594 Castillo este un asteroid din centura principală de asteroizi. A fost descoperit pe 6 aprilie 2000 la Socorro, New Mexico, în cadrul proiectului LINEAR. Asteroidul prezintă o orbită caracterizată de o semiaxă mare de 2,28 ua, o excentricitate de 0,16 și o înclinație de 7,4° în raport cu ecliptica.